# هرمان میبوم
هرمان می‌بوم (انگلیسی: Herman Meyboom; ۲۳ اوت ۱۸۸۹ – تاریخ ورودی نامعتبر است) شناگر، و بازیکن واترپلو اهل بلژیک بود.